# Marianne Tidick
Marianne Tidick (1 de novembro de 1942 - 12 de maio de 2021) foi uma política alemã do Partido Social-Democrata da Alemanha. Ela foi ministra de Schleswig-Holstein para assuntos federais (1988-1990), educação (1990-1993) e ciência (1993-1996).
Tidick faleceu a 12 de maio de 2021, aos 78 anos.